# Todo va bien (programa de televisión)
Todo va bien fue un programa de televisión español emitido en canal Cuatro de lunes a viernes a las 22:00 horas, desde el 23 de junio de 2014 hasta su cancelación el 5 de febrero de 2015. Xavi Rodríguez y Lara Álvarez estaban al mando del formato.

## Historia
Todo va bien se estrenó el 23 de junio de 2014 como un nuevo programa para el access prime time de Cuatro, tras la emisión de otros formatos como Lo sabe, no lo sabe o la versión exprés del fallido Ciento y la madre. Para ello, Mediaset España confió en Xavi Rodríguez, que se llevó consigo a su equipo del programa radiofónico Anda ya, emitido cada mañana en Los 40 Principales. Igualmente, contó con la cantante Edurne García como rostro femenino para presentar el programa junto a Xavi.
En 2015, se incorporó Lara Álvarez como rostro sustituta de Edurne para presentar el programa.
En febrero de 2015, se anuncia la cancelación del programa por bajos índices de audiencia.

## Formato
Presentado por Xavi Rodríguez junto a Edurne, Todo va bien repasa con tono humorístico la actualidad del día y los momentos más curiosos e impactantes de la pequeña pantalla. Así, el programa ofrece zappings, rankings de Internet, bromas telefónicas, imitaciones, una visión desenfadada de la actualidad, cámaras ocultas gamberras, reportajes humorísticos, imágenes y vídeos sacados de Internet y del universo Mediaset España, concursos con el público, etcétera. Asimismo, cuenta con varios colaboradores y reporteros que tratan la actualidad de la calle.

## Secciones
- Bromas, venganzas y tomaduras de pelo: "Coco" Pretel y Cristian San Bernardino se encargan de realizar las bromas, venganzas y tomaduras de pelo telefónicas.
- Callejeros reporteros: Javier Abascal y Miguel Martín salen a la calle a realizar los reportajes y las encuestas más divertidas.
- Bailaoke: Miguel Martín hace bailar a los famosos al igual que los videos más virales de la red.
- Cosas que han pasado y eso: sección compuesta por las informaciones que más han llamado la atención del día, aunque no necesariamente las más relevantes. El criterio de selección de estas noticias se basa en un único punto: que provoquen la risa.
- El que tiene el mando, manda: es el zapping de Todo va bien, presentado por Carlos Pareja, con lo mejor y lo peor de la televisión nacional e internacional.
- Kamikaze: Miguel Martín sale a la calle a dar 50€ a quien quiera participar; el concursante tiene que llamar a alguien de la lista de contactos (normalmente madres) y gastarle una broma mediante carteles que Miguel va enseñando y que el concursante debe decir y que son siempre situaciones rocambolescas para poner nervioso a la persona al otro lado del teléfono
- El hombre reto: Cristóbal Chassaigne tiene como misión superar a los poseedores de los récords más absurdos registrados en el mundo. Además, realiza aquellas cosas que a la gente le gustaría hacer antes de morir, pero no se atreve a hacer.
- El móvil intervenido: juego en el que piden por sorpresa a alguien de entre el público que le deje su móvil a un colaborador para mandar WhatsApp falsos a su pareja.
- Guindilla-man: el concursante, elegido de entre los miembros del público, debe ingerir una guindilla picante cada vez que en el programa se diga una palabra concreta.
- La prueba de los padres: es una sorpresa para una persona del público. Su pareja ha traído sin avisar a sus padres, a quienes todavía no les ha presentado formalmente, para que se conozcan en directo.
- Servicio de inteligencia: sección de Lety "Hilton", que está conectada al mundo virtual y a las revistas del corazón. Además, se encarga de dar voz a la gente de la calle, recolecta frases para enmarcar y conversaciones locas y realiza un análisis social propio.
- Speed dating a tartazos: cinco candidatos/as, sentados en una mesa con cinco tartas, intentarán conquistar a un soltero/a, que se irá sentando frente a ellos uno por uno. Les dará 30 segundos para que le conquisten. Si el soltero/a se cansa, pulsará un botón y les soltará un tartazo. El que resulte impoluto, suponiendo que alguno quede así, se llevará la cita oficial.

Además de todas estas secciones, Todo va bien contaba con entrevistas periódicas a los personajes más destacados del panorama social.

## Equipo técnico

### Presentadores
- Xavi Rodríguez (Programa 1-129)
- Edurne (Programa 1-110)
- Lara Álvarez (Programa 117-129)

### Colaboradores
- Raúl "Coco" Pretel (Programa 1-129)
- Cristian San Bernardino  (Programa 1-129)
- María Lama  (Programa 1-129)
- Raúl Pérez  (Programa 1-129)
- Carlos Pareja (Programa 1-99, trasladado después a redacción)
- Lorena Berdún  (Programa 103-129)
- Pascual Fernández  (Programa 86-129)
- Berta Collado  (Programa 86-129)
- Angy Fernández  (Programa 95-129)
- Torito (Programa 99-129)
- Laura Sánchez (Programa 101-129)
- Noelia López (Programa 112-129)
- Iñaki Urrutia (Programa 1-99)

### Reporteros
- Javier Abascal (Programa 1-129)
- Miguel Martín (Programa 1-129)
- Alyson Eckmann  (Programa 70-129)
- Marta Larrañaga (Programa 1-18)

### Magia
- Mago Jorge Luengo  (Programa 33-129)

## Audiencias e invitados (Temporada 1)
| Lista de programas emitidos | Lista de programas emitidos | Lista de programas emitidos    | Lista de programas emitidos                                      | Lista de programas emitidos | Lista de programas emitidos | Lista de programas emitidos |
| Temporada                   | Programa(s)                 | Emisión                        | Invitado/a (s)                                                   | Espectadores                | Share                       |                             |
| --------------------------- | --------------------------- | ------------------------------ | ---------------------------------------------------------------- | --------------------------- | --------------------------- | --------------------------- |
| 1                           | 1                           | Lunes 23/06/2014 (21h30)       | Jesús Bonilla, El Langui y Dafne Fernández                       | 666.000                     | 4,7%                        |                             |
| 1                           | 2                           | Martes 24/06/2014              | Pablo Chiapella y Paloma Bloyd                                   | 821.000                     | 4,9%                        |                             |
| 1                           | 3                           | Miércoles 25/06/2014           | Especial Citas                                                   | 646.000                     | 4,0%                        |                             |
| 1                           | 4                           | Jueves 26/06/2014              | Pedro García Aguado                                              | 700.000                     | 4,8%                        |                             |
| 1                           | 5                           | Viernes 27/06/2014             | Especial Citas                                                   | 462.000                     | 4,1%                        |                             |
| 1                           | 6                           | Lunes 30/06/2014               | Sweet California y Santi Rodríguez                               | 644.000                     | 4,0%                        |                             |
| 1                           | 7                           | Martes 01/07/2014              | Goyo Jiménez                                                     | 593.000                     | 3,8%                        |                             |
| 1                           | 8                           | Miércoles 02/07/2014           | Pablo Puyol y Carolina Bang                                      | 557.000                     | 3,6%                        |                             |
| 1                           | 9                           | Jueves 03/07/2014              | Ruth Lorenzo                                                     | 687.000                     | 4,6%                        |                             |
| 1                           | Especial 1                  | Viernes 04/07/2014             | Todo va mejor (Refrito mejores momentos)                         | 400.000                     | 3,4%                        |                             |
| 1                           | 10                          | Lunes 07/07/2014               | Nico Abad y Melissa Jiménez                                      | 595.000                     | 4,1%                        |                             |
| 1                           | 11                          | Martes 08/07/2014              | Cristina Medina y Funambulista                                   | 433.000                     | 2,7%                        |                             |
| 1                           | 12                          | Miércoles 09/07/2014           | Sergio Fernández y Henry Méndez                                  | 388.000                     | 2,4%                        |                             |
| 1                           | 13                          | Jueves 10/07/2014              | Christian Gálvez                                                 | 709.000                     | 5,3%                        |                             |
| 1                           | 14                          | Viernes 11/07/2014             | Especial Sálvame. Séneka                                         | 538.000                     | 5,1%                        |                             |
| 1                           | 15                          | Lunes 14/07/2014               | Miguel Ángel Revilla                                             | 761.000                     | 5,5%                        |                             |
| 1                           | 16                          | Martes 15/07/2014              | Patricia Conde y Didi Arena                                      | 684.000                     | 5,2%                        |                             |
| 1                           | 17                          | Miércoles 16/07/2014           | Joaquín Cortés y Dvicio                                          | 555.000                     | 4,4%                        |                             |
| 1                           | 18                          | Jueves 17/07/2014              | José Manuel Pinto                                                | 696.000                     | 5,6%                        |                             |
| 1                           | 19                          | Viernes 18/07/2014             | Ezequiel Troncoso                                                | 551.000                     | 5,3%                        |                             |
| 1                           | 20                          | Lunes 21/07/2014               | Gorka Otxoa y Daniel Guzmán                                      | 734.000                     | 5,5%                        |                             |
| 1                           | 21                          | Martes 22/07/2014              | Raúl Cimas y Lydia Lozano                                        | 657.000                     | 5,1%                        |                             |
| 1                           | 22                          | Miércoles 23/07/2014           | Cristina Castaño y Jorge Blas                                    | 725.000                     | 5,5%                        |                             |
| 1                           | 23                          | Jueves 24/07/2014              | Carlos Baute y Benito Ros                                        | 714.000                     | 5,5%                        |                             |
| 1                           | 24                          | Viernes 25/07/2014             | María León, Goya Toledo y Xriz                                   | 466.000                     | 4,8%                        |                             |
| 1                           | 25                          | Lunes 28/07/2014               | Jesús Cintora y Dasha Sovic                                      | 888.000                     | 6,2%                        |                             |
| 1                           | 26                          | Martes 29/07/2014              | Jesús Calleja y Toni Moog                                        | 794.000                     | 5,9%                        |                             |
| 1                           | 27                          | Miércoles 30/07/2014           | Elena Furiase y Pepe Colubi                                      | 786.000                     | 6,3%                        |                             |
| 1                           | 28                          | Jueves 31/07/2014              | Toni Cantó y Ed Sheeran                                          | 618.000                     | 4,9%                        |                             |
| 1                           | 29                          | Viernes 01/08/2014             | Castigo a Miguel Martín y Carlos Pareja                          | 419.000                     | 3,9%                        |                             |
| 1                           | 30                          | Lunes 04/08/2014               | Andy y Lucas y Nuel Galán                                        | 703.000                     | 5,3%                        |                             |
| 1                           | 31                          | Martes 05/08/2014              | Luis Fernández                                                   | 652.000                     | 5,3%                        |                             |
| 1                           | 32                          | Miércoles 06/08/2014           | Natalia, Óscar Reyes y Nico Jiménez                              | 678.000                     | 5,6%                        |                             |
| 1                           | 33                          | Jueves 07/08/2014              | Antonia San Juan y Jorge Luengo                                  | 729.000                     | 6,5%                        |                             |
| 1                           | 34                          | Viernes 08/08/2014             | Rasel                                                            | 441.000                     | 4,8%                        |                             |
| 1                           | 35                          | Lunes 11/08/2014               | Los Chunguitos                                                   | 806.000                     | 6,7%                        |                             |
| 1                           | Especial 2                  | Martes 12/08/2014              | Todo va mejor (Refrito mejores momentos)                         | 372.000                     | 2,9%                        |                             |
| 1                           | 36                          | Miércoles 13/08/2014           | Fran Perea y Manuela Velasco                                     | 654.000                     | 5,6%                        |                             |
| 1                           | 37                          | Jueves 14/08/2014              | Carme Chaparro e Ibai Gómez                                      | 531.000                     | 5,3%                        |                             |
| 1                           | 38                          | Lunes 18/08/2014               | Melanie Olivares y Toon Pack                                     | 785.000                     | 6,0%                        |                             |
| 1                           | 39                          | Martes 19/08/2014              | Melody, Angy Fernández y Eleazar Ruiz                            | 747.000                     | 5,7%                        |                             |
| 1                           | 40                          | Miércoles 20/08/2014           | Camela y Ángel Mullera                                           | 723.000                     | 5,8%                        |                             |
| 1                           | 41                          | Jueves 21/08/2014              | Fernando Tejero                                                  | 751.000                     | 6,2%                        |                             |
| 1                           | 42                          | Lunes 25/08/2014               | Yolanda Ramos y Duo Acordes                                      | 641.000                     | 4,9%                        |                             |
| 1                           | 43                          | Martes 26/08/2014              | Gemeliers y Rock The Floor                                       | 935 000                     | 7,1%                        |                             |
| 1                           | 44                          | Miércoles 27/08/2014           | Miriam Díaz Aroca, Pepe Viyuela y Antoni Daimiel                 | 716.000                     | 5,5%                        |                             |
| 1                           | 45                          | Jueves 28/08/2014              | Tony Aguilar                                                     | 734.000                     | 5,7%                        |                             |
| 1                           | 46                          | Lunes 01/09/2014 (20h30)       | Jesús Castro, Mariam Bachir y Midnight Red                       | 357.000                     | 3,6%                        |                             |
| 1                           | 47                          | Martes 02/09/2014              | Lolita y Jorge Blas                                              | 332.000                     | 3,0%                        |                             |
| 1                           | 48                          | Miércoles 03/09/2014           | Chenoa y Jorge Luengo                                            | 428.000                     | 4,2%                        |                             |
| 1                           | Especial 3                  | Jueves 04/09/2014              | Todo va mejor (Refrito mejores momentos)                         | 339.000                     | 3,2%                        |                             |
| 1                           | 49                          | Viernes 05/09/2014             | Adriana Abenia                                                   | 306.000                     | 3,2%                        |                             |
| 1                           | Especial 4                  | Lunes 08/09/2014               | Todo va mejor (Refrito mejores momentos)                         | 261.000                     | 2,1%                        |                             |
| 1                           | 50                          | Miércoles 10/09/2014           | Toni Acosta e Iñaki Miramón                                      | 542 000                     | 4,7%                        |                             |
| 1                           | 51                          | Viernes 12/09/2014             | Fonsi Nieto                                                      | 330 000                     | 3,3%                        |                             |
| 1                           | 52                          | Lunes 15/09/2014               | Dani Rovira y All Stars Cheerleaders                             | 380 000                     | 3,0%                        |                             |
| 1                           | 53                          | Martes 16/09/2014              | María Valverde, Álvaro Cervantes y Antonio Velázquez             | 330 000                     | 2,3%                        |                             |
| 1                           | 54                          | Miércoles 17/09/2014           | Florentino Fernández                                             | 345 000                     | 2,6%                        |                             |
| 1                           | 55                          | Viernes 19/09/2014             | Aitor Ocio y Nacho Villalba                                      | 340 000                     | 2,9%                        |                             |
| 1                           | 56                          | Lunes 22/09/2014 (21h00)       | Jesús Vázquez                                                    | 791 000                     | 4,6%                        |                             |
| 1                           | 57                          | Martes 23/09/2014              | Carlos Latre                                                     | 593 000                     | 3,7%                        |                             |
| 1                           | 58                          | Miércoles 24/09/2014           | Gemeliers                                                        | 706 000                     | 4,1%                        |                             |
| 1                           | 59                          | Jueves 25/09/2014              | Pablo Chiapella                                                  | 815 000                     | 4,8%                        |                             |
| 1                           | 60                          | Viernes 26/09/2014             | Jesús Calleja                                                    | 539 000                     | 4,0%                        |                             |
| 1                           | 61                          | Lunes 29/09/2014               | Auryn                                                            | 692 000                     | 3,9%                        |                             |
| 1                           | 62                          | Martes 30/09/2014              | Kira Miró y Antonio Molero                                       | 519 000                     | 2,8%                        |                             |
| 1                           | 63                          | Miércoles 01/10/2014           | Dani Martínez y Florentino Fernández                             | 811 000                     | 4,7%                        |                             |
| 1                           | 64                          | Jueves 02/10/2014              | El Langui                                                        | 810 000                     | 4,7%                        |                             |
| 1                           | 65                          | Viernes 03/10/2014             | El Pescao                                                        | 468 000                     | 3,4%                        |                             |
| 1                           | 66                          | Lunes 06/10/2014               | Juanma Castaño y Manu Carreño                                    | 722 000                     | 3,9%                        |                             |
| 1                           | 67                          | Martes 07/10/2014              | David Bustamante                                                 | 754 000                     | 4,2%                        |                             |
| 1                           | 68                          | Miércoles 08/10/2014           | Sor Lucía Caram                                                  | 1 007 000                   | 5,6%                        |                             |
| 1                           | 69                          | Jueves 09/10/2014              | Jorge Berrocal y Nuria Yañez                                     | 572 000                     | 3,1%                        |                             |
| 1                           | 70                          | Viernes 10/10/2014             | Marbelys Zamora                                                  | 583 000                     | 4,0%                        |                             |
| 1                           | 71                          | Lunes 13/10/2014               | Hugo Silva y Magic!                                              | 719 000                     | 3,7%                        |                             |
| 1                           | 72                          | Martes 14/10/2014              | Javier Ruiz                                                      | 841 000                     | 4,6%                        |                             |
| 1                           | 73                          | Miércoles 15/10/2014           | Mariano Peña                                                     | 978 000                     | 5,3%                        |                             |
| 1                           | 74                          | Jueves 16/10/2014              | Pedro García Aguado y Paulo Futre                                | 766 000                     | 4,2%                        |                             |
| 1                           | 75                          | Lunes 20/10/2014               | Eva Isanta y Fernando Tejero                                     | 862 000                     | 4,6%                        |                             |
| 1                           | 76                          | Martes 21/10/2014              | Pedro Zerolo e Ignacio Escolar                                   | 706 000                     | 3,6%                        |                             |
| 1                           | 77                          | Miércoles 22/10/2014           | Santiago Segura y Carlos Córdoba                                 | 807 000                     | 4,5%                        |                             |
| 1                           | 78                          | Jueves 23/10/2014              | Albert Rivera                                                    | 972 000                     | 5,3%                        |                             |
| 1                           | 79                          | Lunes 27/10/2014               | Patrick Criado, Fernando Gil y Jaime Peñafiel                    | 771 000                     | 3,9%                        |                             |
| 1                           | 80                          | Martes 28/10/2014              | Miguel Ángel Revilla, Mónica Martínez Estela y Luis (Adán y Eva) | 1 147 000                   | 6,0%                        |                             |
| 1                           | 81                          | Miércoles 29/10/2014           | Arenales Serrano e Isaías Lafuente                               | 846 000                     | 4,6%                        |                             |
| 1                           | 82                          | Jueves 30/10/2014              | Jesús Cintora                                                    | 841 000                     | 4,6%                        |                             |
| 1                           | 83                          | Lunes 03/11/2014               | Vanesa Romero y Cristina Medina                                  | 981 000                     | 4,9%                        |                             |
| 1                           | 84                          | Martes 04/11/2014              | Ángel Llamazares y Miriam & Álex (Adán y Eva)                    | 685 000                     | 3,3%                        |                             |
| 1                           | 85                          | Miércoles 05/11/2014           | Patricia Conde y Florentino Fernández                            | 971 000                     | 5,0%                        |                             |
| 1                           | 86                          | Jueves 06/11/2014              | Los Chunguitos y Ana Terradillos                                 | 785 000                     | 4,2%                        |                             |
| 1                           | 87                          | Lunes 10/11/2014               | Carmen Alcayde                                                   | 852 000                     | 4,3%                        |                             |
| 1                           | 88                          | Martes 11/11/2014              | Maite & Carlos (Adán y Eva)                                      | 1 066 000                   | 5,5%                        |                             |
| 1                           | 89                          | Jueves 13/11/2014              | Jorge Javier Vázquez                                             | 823 000                     | 4,4%                        |                             |
| 1                           | 90                          | Lunes (17/11/2014)             | Nacho Guerreros y Antonio Pagudo                                 | 774 000                     | 4,0%                        |                             |
| 1                           | 91                          | Miércoles (19/11/2014)         | Miguel Ángel Revilla, Florentino Fernández y Patricia Conde      | 972 000                     | 5,2%                        |                             |
| 1                           | 92                          | Jueves (20/11/2014)            | Toñi Salazar y Encarna Salazar                                   | 777 000                     | 4,2%                        |                             |
| 1                           | 93                          | Lunes (24/11/2014)             | Alberto Caballero y Laura Caballero                              | 837 000                     | 4,4%                        |                             |
| 1                           | 94                          | Martes (25/11/2014)            | Daniela & Alejandro (Adán y Eva)                                 | 970 000                     | 4,9%                        |                             |
| 1                           | 95                          | Miércoles (26/11/2014)         | Miguel Ángel Rodríguez y Josef Ajram                             | 787 000                     | 4,3%                        |                             |
| 1                           | 96                          | Jueves (27/11/2014)            | Santi Cañizares y Sandra Barneda                                 | 762 000                     | 4,1%                        |                             |
| 1                           | 97                          | Lunes (01/12/2014)             | Melendi                                                          | 774 000                     | 4,1%                        |                             |
| 1                           | 98                          | Martes (02/12/2014)            | Coman & Esther (Adán y Eva)                                      | 869 000                     | 4,5%                        |                             |
| 1                           | 99                          | Miércoles (03/12/2014)         | Torito                                                           | 940 000                     | 5,0%                        |                             |
| 1                           | 100                         | Jueves (04/12/2014)            | Especial programa 100                                            | 719 000                     | 3,9%                        |                             |
| 1                           | 101                         | Lunes (08/12/2014)             | Laura Sánchez                                                    | 881 000                     | 4,4%                        |                             |
| 1                           | 102                         | Martes (09/12/2014)            | Daniel & Rachel (Adán y Eva)                                     | 834 000                     | 4,2%                        |                             |
| 1                           | 103                         | Miércoles (10/12/2014)         | -                                                                | 713 000                     | 3,8%                        |                             |
| 1                           | 104                         | Lunes (15/12/2014)             | Mariam Hernández y Usun Yoon                                     | 801 000                     | 4,2%                        |                             |
| 1                           | 105                         | Miércoles (17/12/2014) (21h30) | Enrique & Yolanda (Adán y Eva) y Josep Pedrerol                  | 856 000                     | 4,5%                        |                             |
| 1                           | 106                         | Jueves (18/12/2014)            | Boris Izaguirre y Luis Fonsi                                     | 939 000                     | 4,9%                        |                             |
| 1                           | 107                         | Lunes (22/12/2014)             | -                                                                | 1 027 000                   | 5,5%                        |                             |
| 1                           | 108                         | Martes (23/12/2014)            | Miguel & Sandra (Adán y Eva)                                     | 1 016 000                   | 5,7%                        |                             |
| 1                           | 109                         | Lunes (29/12/2014) (21h45)     | -                                                                | 1 237 000                   | 6,2%                        |                             |
| 1                           | 110                         | Martes (30/12/2014)            | Despedida de Edurne                                              | 1 192 000                   | 6,3%                        |                             |

## Audiencias e invitados (Temporada 2)
| Lista de programas emitidos | Lista de programas emitidos | Lista de programas emitidos | Lista de programas emitidos                                        | Lista de programas emitidos | Lista de programas emitidos | Lista de programas emitidos |
| Temporada                   | Programa(s)                 | Emisión                     | Invitado/a (s)                                                     | Espectadores                | Share                       |                             |
| --------------------------- | --------------------------- | --------------------------- | ------------------------------------------------------------------ | --------------------------- | --------------------------- | --------------------------- |
| 2                           | 111                         | Lunes (05/01/2015)          | Especial Reyes Magos                                               | 869 000                     | 5,5%                        |                             |
| 2                           | 112                         | Miércoles (07/01/2015)      | Noelia López                                                       | 846 000                     | 4,2%                        |                             |
| 2                           | 113                         | Jueves (08/01/2015)         | -                                                                  | 1 133 000                   | 5,5%                        |                             |
| 2                           | 114                         | Lunes (12/01/2015)          | Leandro Rivera y Rebeca Valls                                      | 951 000                     | 4,5%                        |                             |
| 2                           | 115                         | Martes (13/01/2015)         | Casting de presentadores: Laura Manzanedo Lara Álvarez y Nico Abad | 1 037 000                   | 5,0%                        |                             |
| 2                           | 116                         | Miércoles (14/01/2015)      | Luján Argüelles                                                    | 1 074 000                   | 5,2%                        |                             |
| 2                           | 117                         | Jueves (15/01/2015)         | ¡Bienvenida Lara Álvarez!                                          | 1 048 000                   | 5,1%                        |                             |
| 2                           | 118                         | Lunes (19/01/2015) (22h00)  | -                                                                  | 997 000                     | 4,6%                        |                             |
| 2                           | 119                         | Martes (20/01/2015)         | Nicolás Gómez Iglesias                                             | 946 000                     | 4,5%                        |                             |
| 2                           | 120                         | Miércoles (21/01/2015)      | -                                                                  | 905 000                     | 4,3%                        |                             |
| 2                           | 121                         | Jueves (22/01/2015)         | -                                                                  | 1 017 000                   | 4,8%                        |                             |
| 2                           | 122                         | Lunes (26/01/2015)          | -                                                                  | 932 000                     | 4,3%                        |                             |
| 2                           | 123                         | Martes (27/01/2015)         | -                                                                  | 636 000                     | 3,0%                        |                             |
| 2                           | 124                         | Miércoles (28/01/2015)      | Estrella (¿QQCCMH?)                                                | 960 000                     | 4,6%                        |                             |
| 2                           | 125                         | Jueves (29/01/2015)         | Samanta Villar                                                     | 915 000                     | 4,3%                        |                             |
| 2                           | 126                         | Lunes (02/02/2015)          | -                                                                  | 1 025 000                   | 4,8%                        |                             |
| 2                           | 127                         | Martes (03/02/2015)         | Edurne                                                             | 1 123 000                   | 5,3%                        |                             |
| 2                           | 128                         | Miércoles (04/02/2015)      | María Rosa (¿QQCCMH?)                                              | 899 000                     | 4,2%                        |                             |
| 2                           | 129                         | Jueves (05/02/2015)         | Los Chunguitos                                                     | 845 000                     | 4,0%                        |                             |

## Audencias de Todo va bien
Estas han sido las audiencias medias del programa Todo va bien:
| Edición                                      | Fechas de emisión                             | Espectadores | Cuota |
| -------------------------------------------- | --------------------------------------------- | ------------ | ----- |
| [ 1 ] Todo va bien: Primera temporada (2014) | 23 de junio de 2014 — 30 de diciembre de 2014 | 740 000      | 4,8%  |
| [ 2 ] Todo va bien: Segunda temporada (2015) | 5 de enero de 2015 — 5 de febrero de 2015     | 956 000      | 4,6%  |

## Sección Kamikaze VIP
- Angy Fernández - Programa 63 (01-10-2014).
- Xuso Jones - Programa 64 (02-10-2014).
- Óscar Reyes - Programa 73 (15-10-2014)
- Cristina Medina - Programa 75 (20-10-2014)
- Karina - Programa 76 (21-10-2014)
- Pablo Puyol - Programa 83 (03-11-2014)
- Marta Torné - Programa 85 (05-11-2014)

## Polémicas
Todo va bien sufrió su primera controversia a raíz de un sketch del programa del 19 de agosto de 2014. En él, los colaboradores Iñaki Urrutia y Raúl Pérez se disfrazaban de niños para hacer preguntas a las invitadas Angy Fernández y Melody. Dentro de este personaje, Raúl Pérez preguntó a Melody cómo era posible que "hablara tan fino" siendo natural de Dos Hermanas, y si era porque "había estudiado". Alejandro Santos, secretario general del Partido Andalucista en la localidad, anunció el 27 de agosto su intención de presentar una queja formal, considerando este episodio "una falta de respeto".
El 27 de agosto Xavi Rodríguez abrió el programa pidiendo perdón por el incidente: "Nuestra intención, y eso que quede siempre claro, es divertir, no molestar, y está claro que algo hicimos mal." Al día siguiente el partido publicaba un comunicado aceptando las disculpas de Rodríguez, dando la polémica por zanjada.